# オルドーナ
オルドーナ（イタリア語: Ordona）は、イタリア共和国プッリャ州フォッジャ県にある、人口約2,800人の基礎自治体（コムーネ）。

## 地理

### 位置・広がり

#### 隣接コムーネ
隣接するコムーネは以下の通り。
- アスコリ・サトリアーノ
- カラペッレ
- フォッジャ
- オルタ・ノーヴァ